# Mana Genita
Mana Genita – stara rzymska bogini chtoniczna, odpowiedzialna za rodzenie się martwych dzieci. Składano jej w ofierze psy i wznoszono do niej modły, by chroniła przed nieszczęściem.
Według Plutarcha jej imię oznaczało Dobra Rodzicielka lub Rodzicielka Martwych.